# Guillaume II des Barres
Guillaume II des Barres (Nederlands: Willem II van Barres, ca. 1160 - 23 maart 1234) was een Franse ridder, die in het bijzonder door de Slag bij Bouvines in 1214 als "de dapperste der dapperen" (Frans: "le Brave des braves") bekend werd. Hij was een zoon van Guillaume I des Barres (- 1179), van wie hij het kasteel van Oissery erfde. Evrard des Barres, grootmeester van de Tempeliers, was een verwant van hem.

## Leven

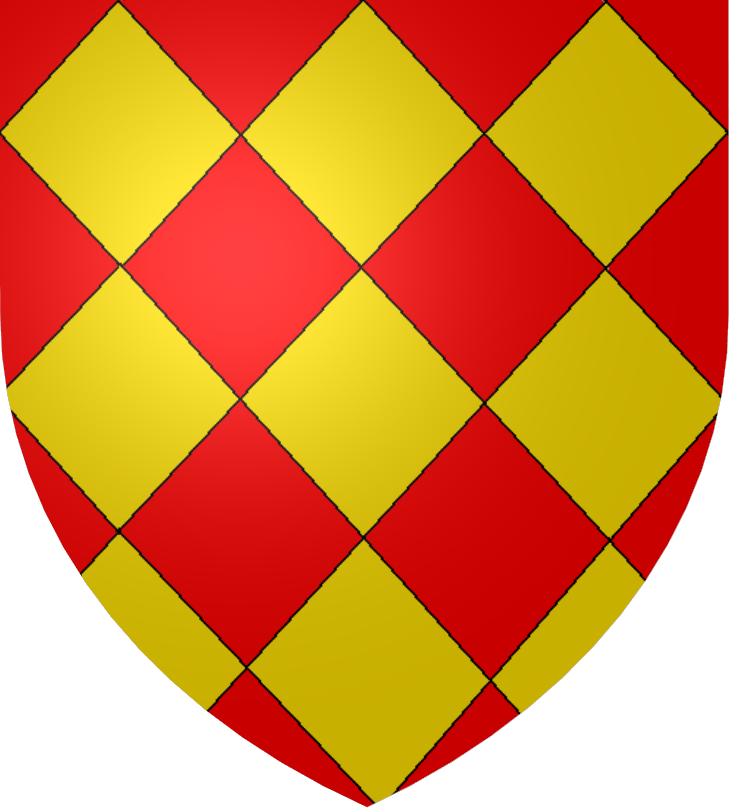
Wapen van Guillaume II des Barres.

Guillaume huwde rond 1188 met Amicia de Beaumont (- september 1215), dochter van Robert de Beaumont, 3e Earl of Leicester, weduwe van Simon IV, graaf van Montfort en Rochefort. Door haar werd hij een stiefvader van Simon en Gwijde van Montfort. Als regent voor zijn stiefzoon Gwijde werd hij heer van La Ferté-Alais en Bréthencourt. Hij had zelf twee kinderen bij haar:
- Guillaume III des Barres (ca. 1185/1190 - Nicosia, 15 november 1249);
- Bure des Barres, ∞ Guillaume I de Mont-Saint-Jean.

Guillaume wordt in 1179 voor het eerst als ridder tijdens het toernooi van Lagny-sur-Marne vermeld. Dit toernooi werd door de graven van Champagne georganiseerd en was met meer dan 3000 deelnemers een van de grootste van de middeleeuwen. Aan dit toernooi namen onder andere de jonge (mede)koning Hendrik van Engeland en Willem de Maarschalk deel. Net zoals zijn vader voor hem trad Guillaume als chevalier royaux in koninklijke dienst. Hij nam in Bourgondië voor het eerst deel aan gevechten aan de zijde van koning Filips II van Frankrijk, waarbij ze in 1187 in Châtillon-sur-Seine hertog Odo III van Bourgondië gevangen namen.
In januari 1188 nam hij aan de beraadslagingen tussen Filips II van Frankrijk en Hendrik II van Engeland over hun beider deelname aan de Derde Kruistocht deel. Guillaume werd in het kader hiervan als graaf van Rochefort aangesteld.  Deze titel schijnt hij zich - met inbegrip van het kasteel van Rochefort - na zijn huwelijk met Amicia te hebben toegeëigend, want Rochefort kwam eigenlijk aan zijn stiefzoon Simon V toe, die zijn bezit alras weer terugeiste.
In augustus 1188 werd hij tijdens gevechten om Châteauroux tot krijgsgevangen van Richard Leeuwenhart, de grootste vijand van de Franse koning, gemaakt. Hoewel Guillaume zijn erewoord gaf, geen vluchtpogingen te ondernemen, waardoor men hem in ridderlijke hechtenis liet, greep hij de eerste gelegenheid aan om te ontsnappen door op een pakpaard te springen en erop weg te rijden. Dit onridderlijke handelen bleef de Engelse koning nog heugen tijdens de Derde Kruistocht, waaraan Guillaume in het gevolg van de Franse koning deelnam. Tijdens een tussenstop in Messina op Sicilië daagde Richard Leeuwenhart hem uit tot een steekspel, omdat hij ervan overtuigd was Guillaume met gemak van zijn paard te kunnen stoten. Maar in plaats daarvan was het Guillaume die Richard uit het zadel lichtte, waarop deze vertoornd een bestraffing van Guillaume door koning Filips II eiste, die echter uitbleef.
Ondanks deze incidenten won Guillaume tijdens het beleg van Akko evenwel het respect van Richard Leeuwenhart en sloot zich zelfs bij diens gevolg aan, nadat koning Filips II vroegtijdig terug naar huis was vertrokken. Aan de kant van Richard Leeuwenhart onderscheidde Guillaume zich in de slag bij Arsoef (september 1191) waarin de kruisvaarders de Saracenen, onder leiding van Saladin, een zware nederlaag toebrachten.
Terug in Frankrijk sloot Guillaume zich opnieuw bij koning Filips II aan en ondersteunde hem opnieuw in zijn strijd tegen Richard Leeuwenhart en diens broer Jan zonder Land (zie: Angevijnse Rijk). Daarbij kwam het op 27 juli 1214 tot de beslissende slag bij Bouvines tegen de rooms-Duitse keizer Otto IV, een neef en bondgenoot van Jan zonder Land. In deze slag bevond koning Filips II zich op een bepaald moment in levensgevaar, nadat hij door de Vlaamse infanterie van de keizer van zijn paard was getrokken. De koning werd door Guillaume gered, die met een aanval de koning uit zijn benarde positie wist te verlossen en deze vervolgens in veiligheid wist te brengen. Tegelijkertijd was dit het teken voor de andere koninklijke ridders om zich in de strijd te werpen, omdat nu ook de keizer en zijn Saksische ridders rechtstreeks aan het gevecht deelnamen. Tezamen met de ridders Pierre de Mauvoisin en Gérard la Turie richtte Guillaume nu zijn aandacht op de keizer. Guillaume sloeg met zijn zwaard op de helm van de keizer, terwijl de Mauvoisin de teugels van het keizerlijke paard vastgreep. Tegelijkertijd probeerde Gérard la Turie met een dolk de keizer neer te steken, maar trof in plaats daarvan het oog van het paard, dat dood neerstortte. De keizer kon nu op zijn beurt aan gevangenname ontsnappen, doordat zijn eigen ridders op tijd opdaagden. Toch betekende de overhaaste vlucht van de keizer van het slagveld dat de Fransen de zege hadden behaald.
Guillaume II des Barres stierf in 1234 in het vrouwenklooster van Fontaine-les-Nonnes bij Meaux, waar hij ook werd begraven. Zijn daden werden hoofdzakelijk in de Philippidos en Gesta Philippi Augusti van de koninklijke kroniekschrijver Willem de Bretoen beschreven.